# Vikingsberg
Vikingsberg är en villa med tillhörande park belägen på landborgen i Helsingborg. Villan har förr fungerat som kommunalt konstmuseum, sedermera privat konstgalleri och tidigare kontor för Helsingborgs stads kulturförvaltning. Villan blev byggnadsminne 1967.

## Historia
Den första byggnaden med namnet Wikingsberg på platsen var ett landeri i form av en liten korsvirkesgård med tillhörande ekonomibyggnader, byggd 1859 av släkten Barck. Senare köptes landeriet upp av ryttarmästaren Georg Aminoff som 1875 lät bygga om huvudbyggnaden till ett pampigt bostadshus. Arkitekt var Mauritz Frohm, som ritade en vitputsad klassicistisk byggnad inspirerad av Petit Trianon i Versailles.
Vikingsberg köptes efter ett par år upp av godsägaren Peter von Möller och denne sålde 1899 vidare egendomen till skeppsredarparet Otto och Ida Banck. Dessa donerade år 1912 huset med tillhörande trädgård till Helsingborgs stad. Villkoret var att de skulle ha full nyttjanderätt till egendomen så länge de levde. Parets syfte med donationen var:
| ” | ... i hufvudsak, att egendomen skall bibehållas ostyckad i stadens ägo därvid tanken föresväfvat oss, att egendomen kunde på lämpligt sätt förenas med Hälsan och Öresundsparken till en gemensam anläggning och gagna staden särskilt såsom brunnsort. Måhända kunde äfven i sinom tid befinnas lämpligt att där uppföra ett staden värdigt etablissement för brunnsgästerna i Hälsan eventuellt i förening med en tillfredsställande konsertlokal, hvarpå staden alltjämt lider en kännbar brist. | „ |

Då Otto Banck dog som änkling år 1924 tillsatte staden en kommitté för att utreda vad egendomen skulle ha för framtida funktion. Någon förening med hälsobrunnen Hälsan och Öresundsparken blev det dock inte. Istället föreslog museichefen Torsten Mårtensson att göra om Vikingsberg till konstmuseum, vilket snart vann gehör. När kommittén 1926 lade fram sitt förslag för användning av byggnaden var det därför som konstmuseum. Frågan om ett konstmuseum i Helsingborg hade debatterats länge och 1920 hade Föreningen Hälsingborgs Konstmusei Vänner bildats med ändamålet att köpa in konstföremål till ett framtida museum. Ett nytt, stort stadsmuseum hade i en idétävling från 1921 föreslagits vid Fredriksdals friluftsmuseum, men kom inte att förverkligas. Byggnaden var däremot i behov av upprustning och en sådan sattes igång under ledning av arkitekt Arnold Salomon-Sörensen. Ättlingar till paret Banck bidrog med ytterligare medel för att finansiera ombyggnaden av villan, samt en ny utformning av parken. År 1929 kunde Vikingsbergs konstmuseum invigas av kronprins Gustaf Adolf. In i huset flyttades delar av Helsingborgs stads omfattande konstsamlingar. Dessutom hade staden ingått ett avtal med Nationalmuseum, vilket innebar att Vikingsberg fick depositioner därifrån. Därutöver gav man även plats för utställningsmaterial från verksamma konstnärer och andra museer. I samarbete med Helsingborgs konstförening arrangerade man även en vårsalong där en jury fick bedöma de olika konstverken. Dessutom hade man vartannat år en konsthantverksutställning vid namn "Ting" tillsammans med föreningen.
År 2001 upphörde verksamheten och konstsamlingarna flyttades 2002 över till det nybyggda Dunkers kulturhus, där de dock sällan ställs ut. Huset användes som konsthall och galleri av en privat arrendator åren 2002 till 2006. Mellan 2007 och 2011 användes byggnaden som kontor för kommunal kulturverksamhet och därefter övertogs delar av lokalerna av en förskola.

## Arkitektur

### Villan

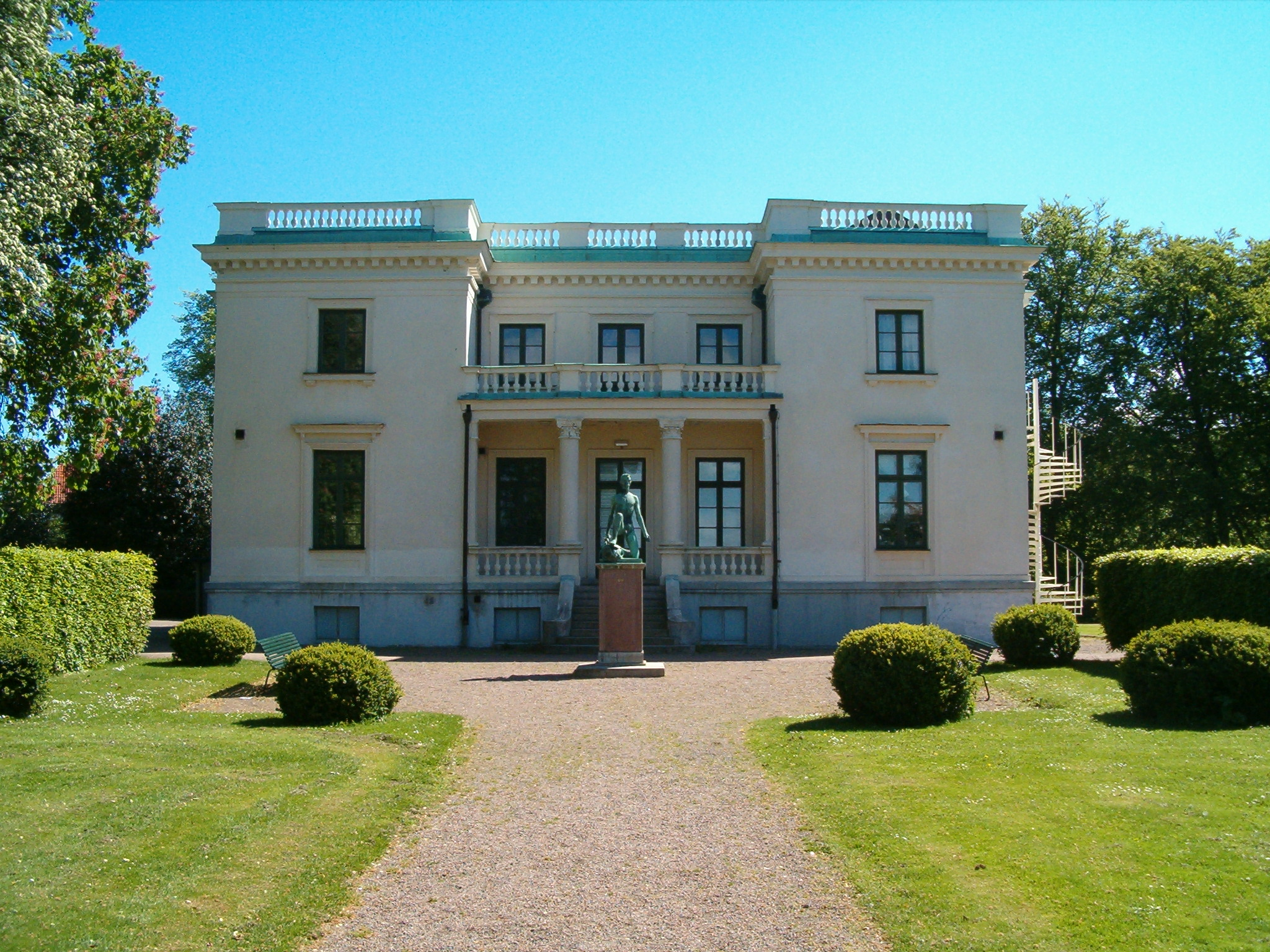
Fasad mot Öresund med statyn David i förgrunden.

Villan är uppförd i två våningar i klassicistisk stil med släta, vitputsade fasader. Huvudfasaden vänder sig mot norr och ut mot Hälsovägen, som löper längs en ravin i landborgen nedanför. Byggnaden vilar på en gråmålad sockel med källarfönster och kröns längs hela taklisten med en balustrad. Bakom denna döljs det flacka, kopparklädda taket. Även taklisten och balustraden är krönta av koppar. Entrén domineras av en kraftfull portik uppburen av en kolonnad av fyra kolonner i korintisk stil. Från portiken löper trappor upp på vardera sidan, vars uppgångar bevakas av var sitt skulpterat lejon. 
Den bakre fasaden vänder sig ut mot Öresund och denna består av två flyglar som omfattar en balustradprydd balkong upplyft av två kolonner som bildar en altan under balkongen. Från altanen löper en trappa ner mot trädgården. Framför denna stod tidigare skulpturen David, utförd av Ivar Johansson. Skulpturen hade tidigare stått vid Terrasstrapporna i centrala Helsingborg, men flyttades till Vikingsberg 1926 efter att delar av befolkningen protesterat mot pojkens nakenhet. År 2009 flyttades skulpturen dock tillbaka till sin ursprungliga plats på Konsul Trapps plats. 
Fönstren i bottenvåningen markeras av omfattningar som i sträcker hela vägen ner till fotgesimsen och kröns överst av kornischer. Omfattningarna kring övervåningens fönster sträcker sig upp mot listerna under kransgesimsen och här markeras fönstren istället av kopparklädda fönsterbänkar. Fönstren är grönmålade och består av korspostfönster i bottenvåningen och mittpostfönster i övervåningen.

### Parken

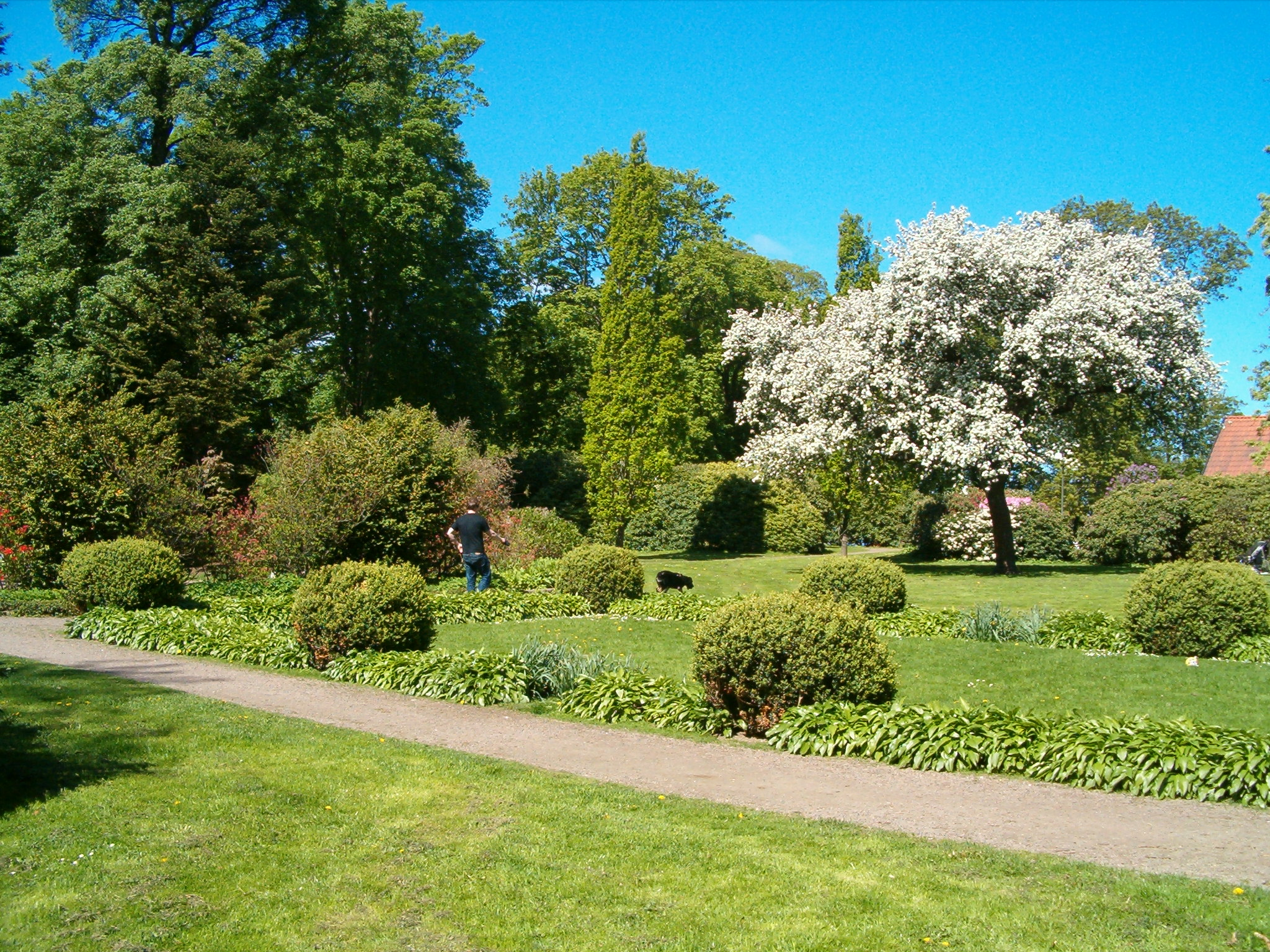
Parken - närmast villan.

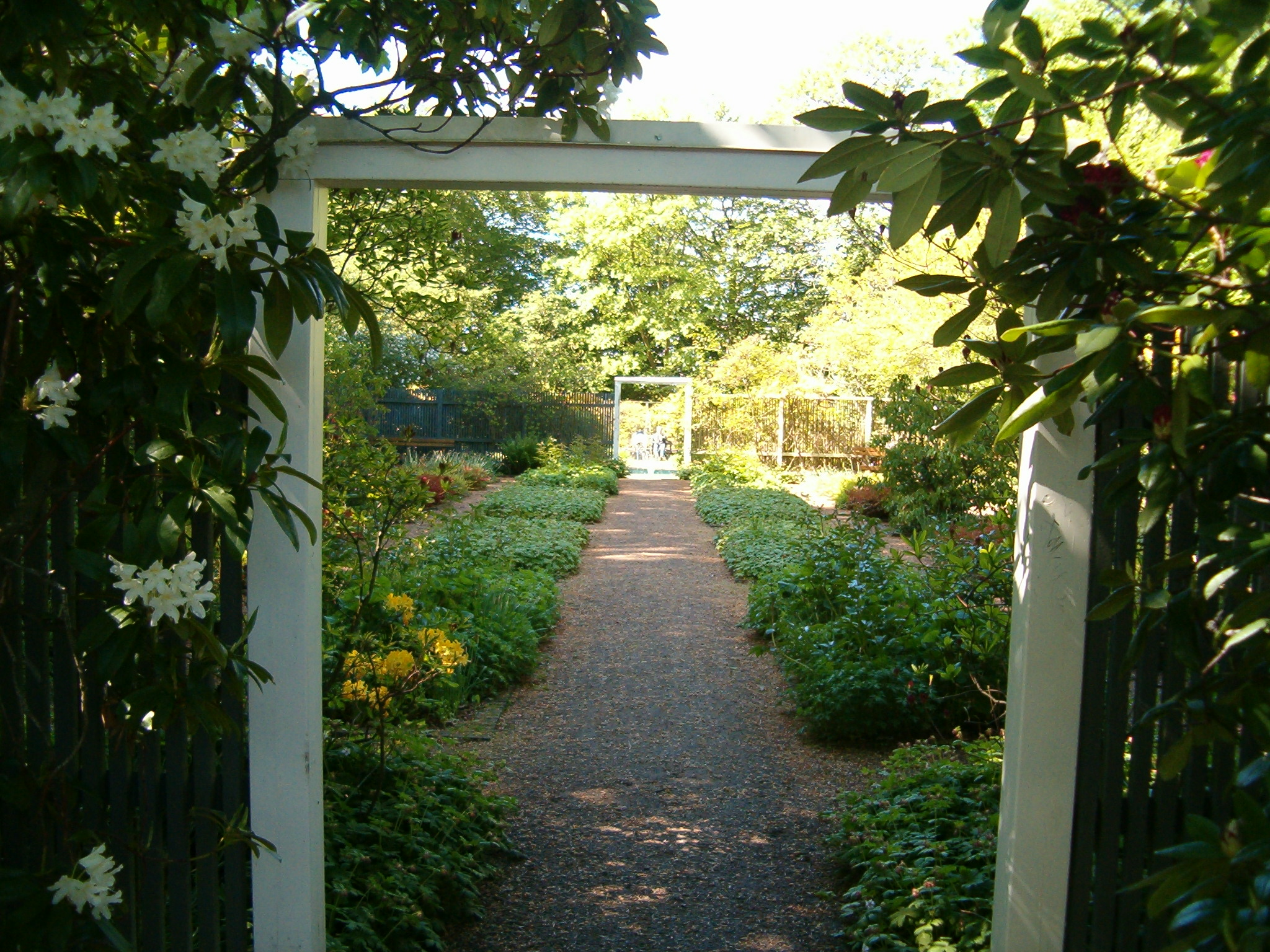
Parken - blomsterträdgård.

Fram till 1924, då Helsingborgs stad tog över driften av parken, utnyttjades den som en privat trädgård. Då parken gick över i stadens förvaltning lät man under åren 1928 och 1931 omvandla den radikalt och då fick den sitt nya utseende. Delarna närmast villan bär fortfarande drag av privat trädgård och är mer strukturerad. Närmast öster om villan är trädgården tät och lummig, på grund av ett stort antal blomsterbuskar, bland annat azaleor och rhododendron, liksom en del fruktträd. Längre österut ligger en näckrosdamm med springvatten omgiven av ytterligare blomsterbuskar och bortom denna ligger något öppnare gräsytor med inslag av både tuktade och vildvuxna buskar, samt ett antal blomstrande träd. Norr om detta ligger en trädgårdsmästarbyggnad. Närmast väster om villan ligger en mycket mer strukturerad del med strikt tuktade buskage, som skapar olika gröna rum. Norr om detta ligger tre sammanbundna spaljéinramade blomsterträdgårdar, varav två år rektangulära och från öster och söder leder in till en cirkelformad inre trädgård arrangerad runt en fontän. Spaljéerna är bevuxna med klätterväxter och i trädgårdarna kan man finna ett stort antal perenner, skuggväxter och liljor. Bland övriga växter man kan hitta i trädgården finns perenner, klematis, rosor, buddleja, olvon och rönnsumak.
Parkens norra del är dock öppnare och har karaktär av en engelsk park, med stora gräsytor och skuggande träd. I denna norra sida kan man även finna Hertzska villan (ursprungligen kallad Nyborg), uppförd 1852 av grevinnan Maria Sophia Barck, numera i privat ägo. Denna del av parken var fram till 1950 en del av Hertzka villans trädgård, då den införlivades med resten av Vikingsbergsparken. På var sin sida av parken, i söder och i norr, finns två utsiktspunkter med vid utsikt över de delar av Helsingborg belägna nedanför landborgen samt ut över Öresund. Vid den norra utsiktspunkten står skulpturen Tuppen i svetsat rostfritt stål, utförd av Palle Pernevi. Från Hälsovägen, som i en dalgång i söder leder ner till Helsingborgs centrum, kan man nå parken genom Vikingsbergstrappan, uppförd 1909 och ritad av arkitekt Ola Anderson. Från Nyborgsvägen sträcker sig den så kallade "Draktandsgången" upp mot parkens södra del, vilken utmärks av ett flertal utplacerade betongvärn som härstammar från andra världskriget. Från samma punkt på Nyborgsvägen leder ännu en gång upp mot parkens norra del.
Under 2009 genomfördes en upprustning av Vikingsbergsparken, där man bland annat satsade på förbättrad belysning och nya planteringar. Dessutom genomfördes en gallring av träd och buskar tillsammans med nyplantering. Därutöver byggdes en modern lekplats, och en boulebana lades till som nytt inslag.